# 翻白蚊子草
翻白蚊子草（学名：Filipendula intermedia）为蔷薇科蚊子草属的植物。分布在中国大陆的黑龙江、吉林等地，生长于海拔300米至800米的地区，常生长在山岗灌丛、草甸以及河岸边，目前尚未由人工引种栽培。
其种加词“intermedia”意为“中间的”。